# Błędno, Tỉnh West Pomeranian
Błędno [ˈbwɛndnɔ] là một khu định cư ở khu hành chính của Gmina Złocieniec, thuộc quận Drawsko, West Pomeranian Voivodeship, ở phía tây bắc Ba Lan. Nó nằm khoảng 10 kilômét (6 mi) phía tây nam Złocieniec, 12 km (7 mi) về phía đông nam của Drawsko Pomorskie và 89 km (55 mi) về phía đông của thủ đô khu vực Szczecin.
Trước năm 1945, khu định cư là một phần của Đức và được gọi là Johannesthal.
Khu định cư có dân số 2.007 người.